# Лассе Лусидор
Лассе Лусидор (швед. Lasse Lucidor), настоящее имя Ларс Юханссон (швед. Lars Johansson; 1638, Стокгольм — 12 августа 1674, Стокгольм) — шведский поэт.

## Биография
Его отцом был капитан Юхан Эрикссон, матерью — дочь адмирала Ларса Струссъельма. Воспитывался своим дедом в Померании. Образование получил в Уппсальском университете, после чего совершил ряд поездок по Германии, Англии, Франции и Италии.
В 1669 году он вернулся в Швецию, где занялся написанием стихов и переводами с других языков. Среди прочего он писал так называемые стихи по случаю, то есть к свадьбам, похоронам и пр. Поскольку Лусидор испытывал философское презрение к миру, то летом он обычно жил в садовом домике на Нормальме, где всё его хозяйство состояло лишь из стопки бумаги и чернильницы. Постелью ему служила охапка соломы.
В ноябре 1669 года Лусидор напечатал стихотворение «Gillearekvaal» на свадьбу ландсхёвдинга Конрада Юлленшерны с Мэртой Ульвспарре, в котором содержались различные намёки в адрес жениха и невесты, в связи с чем был брошен в тюрьму и предстал перед судом за «написание пасквиля».
Процесс закончился тем, что в январе 1670 года Лусидор был приговорён к выплате штрафа и высылке на год из Стокгольма. Однако вскоре надворный суд постановил, что тот был достаточно наказан содержанием под стражей во время процесса, и освободил его от дальнейшего наказания.
В августе 1674 года во время посещения кабака «Фиммельстонген» на Чиндстугатан он поссорился с лейтенантом Арвидом Кристианом Стормом, который в гневе вытащил шпагу и нанёс поэту смертельную рану. Спустя несколько часов Лусидор умер.
Уже после его смерти было выпущено собрание его стихов «Цветы Геликона, собранные и раздаренные Лусидором Несчастным» (Helicons blomster, plåckade ok vid åtskilliga tillfällen utdelte af Lucidor den Olycklige, 1689).
Стихи Лусидора мрачны, в них нет ощущения радости от жизни. Его шутки зачастую грубее и циничнее, нежели у остальных поэтов его века.
Одно стихотворение Лусидора в русском переводе появилось в 1977 году в сборнике «Европейская поэзия XVII века».